# Romain Favre
Romain Favre est un pilote automobile français, né le 22 juin 2005 à Chambéry (Auvergne-Rhône-Alpes).

## Biographie
Romain Favre fait ses débuts en karting en 2013 sur le circuit de karting de Rumilly (74). Il gravit les échelons du karting en participant à de nombreuses courses nationales et internationales, avant de se tourner complètement vers la course automobile à mi-saison 2021.

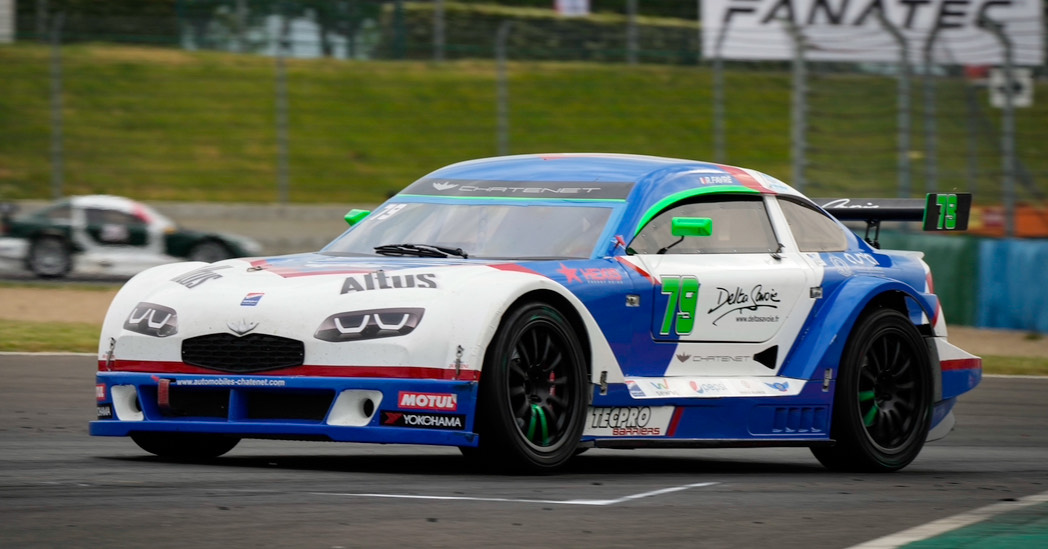
Romain Favre, Mitjet Champion 2022.

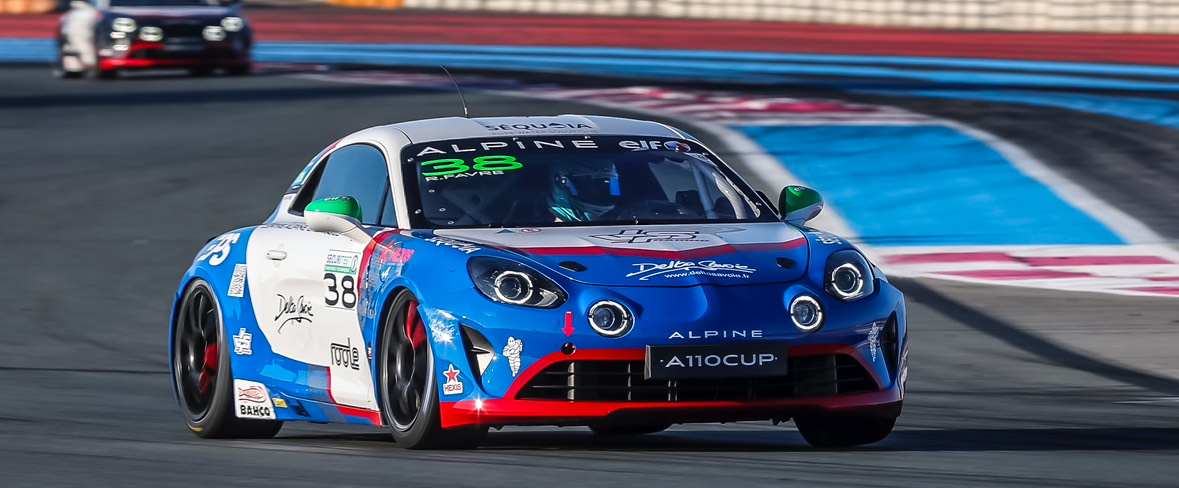
Romain Favre sur Alpine en 2023.

En 2022, il participe au championnat Mitjet International avec l'équipe française VPS Racing, notamment fondée par Matthieu Vaxivière. Il devient champion Mitjet à l'âge de 17 ans.

Le jeune Français poursuit son ascension dans le sport automobile en participant, pour sa deuxième saison en 2023, à l'Alpine Elf Cup Series(anciennement Alpine Elf Europa Cup). Cette année-là, il remporte une victoire à Spa-Francorchamps et monte à quatre reprises sur le podium au cours de la saison, notamment à Nogaro, Spa et Dijon.

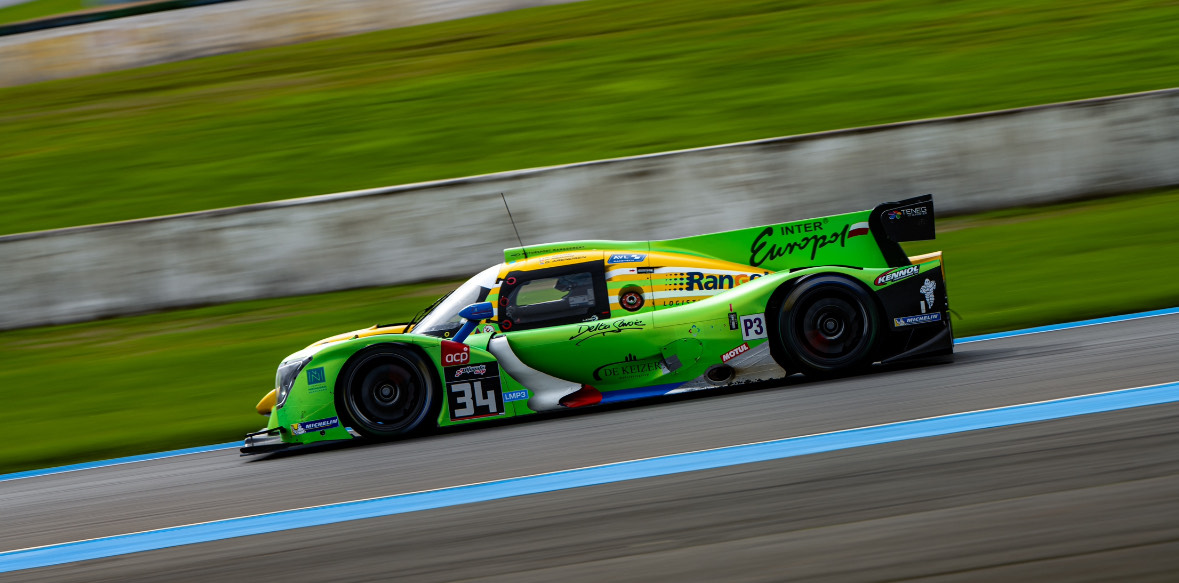
Prototype LMP3 de Inter Europol en 2024.

2024: Favre décide de se tourner vers l'endurance. Il participe alors à la Ligier European Series au sein de l'équipe polonaise Inter Europol Competition. Il monte à plusieurs reprises sur les podiums européens.

En 2025, Romain Favre fait son retour au sein de l'équipe Forestier Racing by VPS, au volant d'une Ligier JSP325 en Michelin Le Mans Cup. Il partage la voiture avec Louis Rousset.

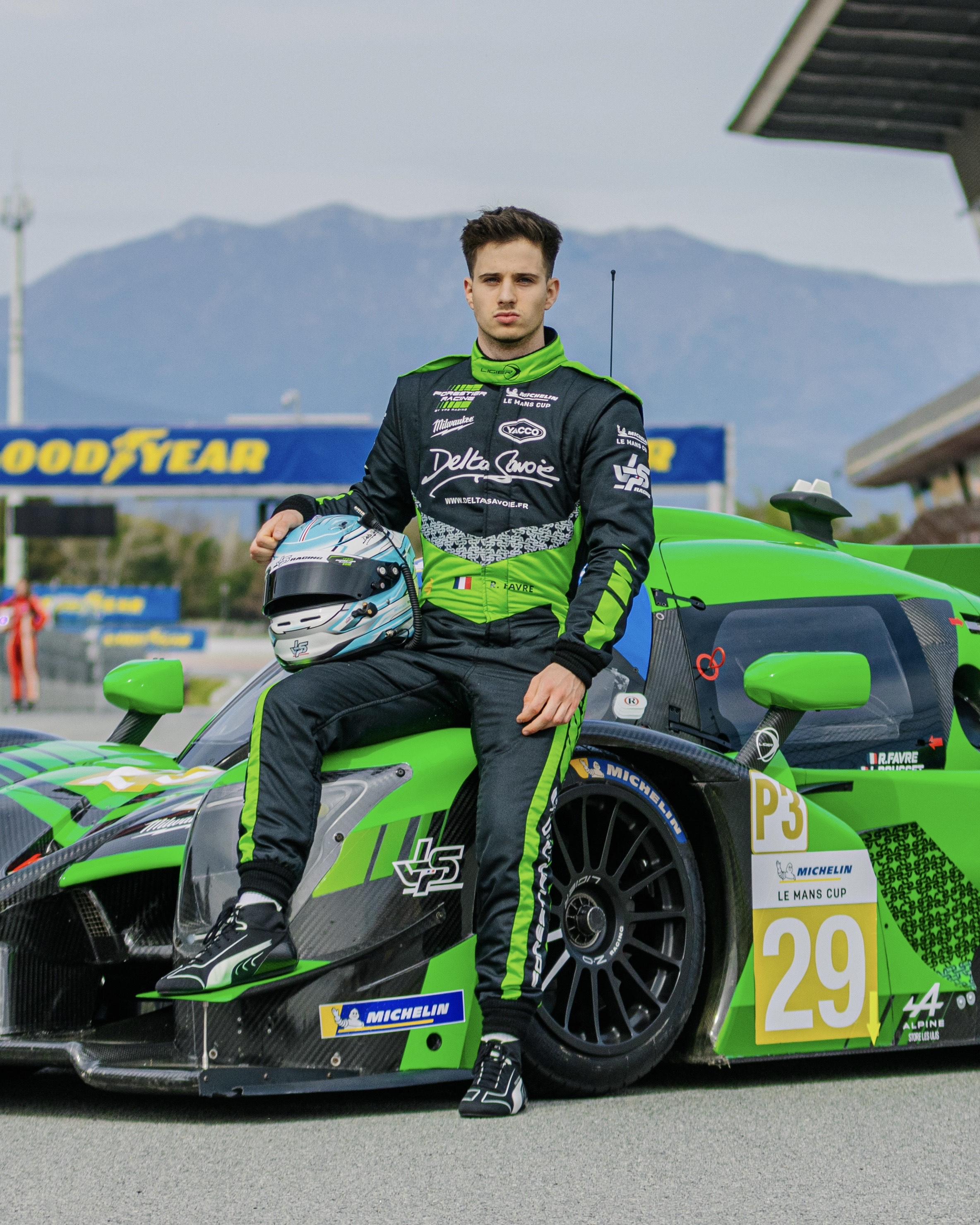
Romain Favre lors du prologue MLMC 2025.

2025 - Barcelone: La saison 2025 débute sur le Circuit de Barcelona-Catalunya, à l’occasion de la première manche du calendrier Le Mans Cup.

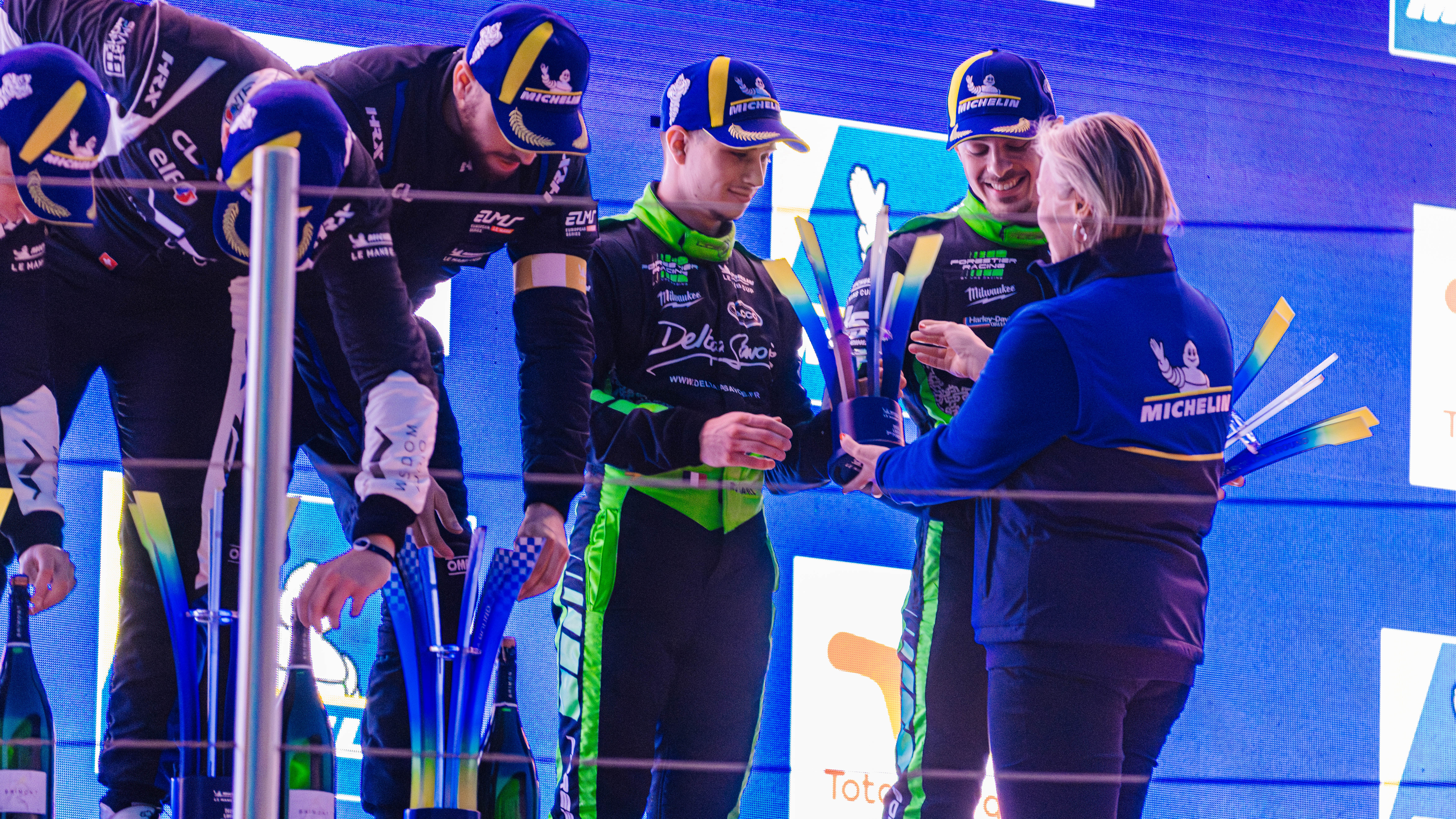
R. Favre et L. Rousset sur le podium à Barcelone en 2025.

Dès les essais officiels de pré-saison, le duo se montre compétitif en signant le quatrième temps des essais collectifs. Lors de la course, Favre et Rousset réalisent une remontée significative en partant de la douzième place pour finir à la troisième place, signant ainsi un podium dès leur première apparition commune dans la catégorie.
2025 - Paul Ricard: l'équipage a connu une course particulièrement compliquée sur le Circuit Paul Ricard. Un problème mécanique dès le départ les a contraints à un arrêt prolongé aux stands, leur faisant perdre plusieurs minutes et les reléguant à plus d’un tour du leader. Malgré cet incident, les deux pilotes ont affiché un rythme soutenu tout au long de la course, figurant régulièrement parmi les trois voitures les plus rapides en piste, notamment aux côtés de la voiture du Team Rinaldi. Bien qu’ils n’aient pas pu intégrer les points à l’arrivée, leurs performances individuelles ont été jugées solides et prometteuses pour la suite de la saison.
2025 - Road To Le Mans: Considérée comme l’une des manches les plus attendues de la saison, l’épreuve du Road to Le Mans se dispute sur le mythique circuit des 24 Heures du Mans, long de 13,626 kilomètres. Cette troisième manche marque officiellement la mi-saison du championnat.

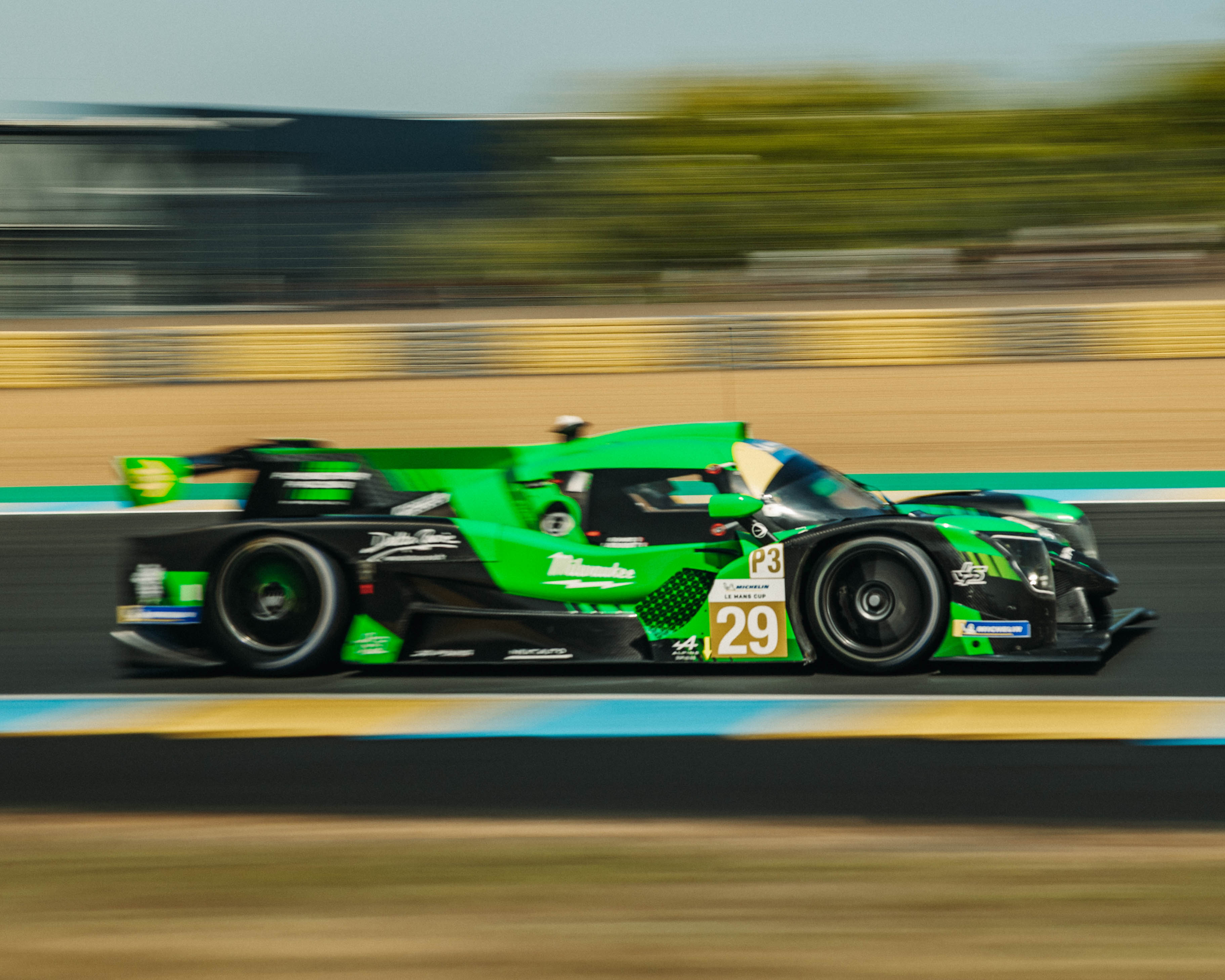
Road To Le Mans 2025 - LMP3

Déterminé à rebondir après une performance en demi-teinte au Paul Ricard, Romain Favre exprimait en interview d'avant course sa volonté de bien figurer. Lors des essais libres, le duo Favre-Rousset s’est rapidement montré à l’aise sur le tracé sarthois, confirmant la capacité de l’équipage à s’adapter à des circuits exigeants.
Lors de la première course, les voitures du Forestier Racing by VPS se sont imposées aux avant-postes, avec Favre (voiture n°29) et son coéquipier Luciano Morano (voiture n°92) respectivement en tête. Une incompréhension avec une voiture de la catégorie GT3 dans la voie des stands a toutefois coûté de précieuses secondes à l’équipage 29, qui termine finalement à la 5e place, engrangeant 7 points de plus au championnat.
La seconde course a été plus chaotique. Louis Rousset, impliqué dans un contact au premier virage, a écopé d’une pénalité de drive-through. Malgré cela, il transmet le relais en tête à Favre, qui devra purger la pénalité. La fin de course, marquée par plusieurs incidents et l’intervention de voitures de sécurité, verra l’équipage échouer aux portes du top 10. Aucun point ne sera marqué sur cette deuxième épreuve, l’équipage 29 voit sa position au classement général se fragiliser.

## Palmarès
| NOGARO | NOGARO | NOGARO | NOGARO | MAGNY-COURS | MAGNY-COURS | MAGNY-COURS | MAGNY-COURS | ALBI | ALBI | ALBI | ALBI | BARCELONE | BARCELONE | BARCELONE | BARCELONE | LEDENON | LEDENON | LEDENON | LEDENON | PAUL RICARD | PAUL RICARD | PAUL RICARD | PAUL RICARD | Classement |
| ------ | ------ | ------ | ------ | ----------- | ----------- | ----------- | ----------- | ---- | ---- | ---- | ---- | --------- | --------- | --------- | --------- | ------- | ------- | ------- | ------- | ----------- | ----------- | ----------- | ----------- | ---------- |
| 3e     | 1er    | 1er    | 2e     | 3e          | 4e          | 3e          | 28e         | 1er  | 1er  | 4e   | 3e   | 10e       | 17e       | 20e       | 4e        | 1er     | 4e      | 5e      | 4e      | 5e          | 5e          | 30e         | 8e          | Champion   |
| C1     | C2     | C3     | C4     | C1          | C2          | C3          | C4          | C1   | C2   | C3   | C4   | C1        | C2        | C3        | C4        | C1      | C2      | C3      | C4      | C1          | C2          | C3          | C4          | Champion   |

| NOGARO | NOGARO | MAGNY-COURS | SPA | SPA | DIJON | DIJON | DIJON | BARCELONE | BARCELONE | PAUL RICARD | PAUL RICARD | Classement |
| ------ | ------ | ----------- | --- | --- | ----- | ----- | ----- | --------- | --------- | ----------- | ----------- | ---------- |
| 2e     | 3e     | 5e          | 6e  | 1er | 2e    | 6e    | 4e    | 6e        | 5e        | 5e          | 5e          | 3e         |
| C1     | C2     | C1          | C1  | C2  | C1    | C2    | C3    | C1        | C2        | C1          | C2          | 3e         |

| BAR | BAR | PAU | PAU | LMS | SPA | SPA | Classement |
| --- | --- | --- | --- | --- | --- | --- | ---------- |
| 9e  | 5e  | 1er | DNF | 3e  | 3e  | 5e  | 6e         |
| C1  | C2  | C1  | C2  | C1  | C1  | C2  | 6e         |

|                | MAGNY-COURS | PAUL RICARD | Classement |
| -------------- | ----------- | ----------- | ---------- |
| Qualifications | 1er         | 2e          | 7e         |
| Course         | 1er         | 1er         | 7e         |

| Voiture                | N° | Équipiers | BAR | PAU | LMS      | SPA | SI | POR | Points |
| ---------------------- | -- | --------- | --- | --- | -------- | --- | -- | --- | ------ |
| Ligier JSP325 - TOYOTA | 29 | L.Rousset | 3e  | 24e | 5e & 14e |     |    |     | 22     |

### Par année
| Saison | Championnat            | Équipe                    | Courses | Victoires | Pole positions | M/Tours | Podiums | Points | Position |
| ------ | ---------------------- | ------------------------- | ------- | --------- | -------------- | ------- | ------- | ------ | -------- |
| 2022   | Mitjet International   | VPS Racing                | 24      | 5         | 3              | 6       | 11      | 325.5  | 1er      |
| 2023   | Alpine Elf Cup Series  | VPS Racing                | 12      | 1         | 2              | 2       | 4       | 94     | 3e       |
| 2024   | Ligier European Series | Inter Europol Competition | 7       | 1         | 0              | 1       | 3       | 77     | 6e       |
| 2024   | Ultimate Cup Series    | Inter Europol Competition | 2       | 2         | 1              | 0       | 2       | 50     | 7e       |
| 2025   | Michelin Le Mans Cup   | Forestier Racing By VPS   | 4       | 0         | 0              | 1       | 1       | 22     | 8e       |